# Rybník Strašidlo
Rybník Strašidlo je přírodní památka nalézající se asi 0,8 km jihozápadně od obce Kovač v okrese Jičín zahrnující lesní rybník Strašidlo a okolní zamokřené pozemky. Oblast spravuje Agentura ochrany přírody a krajiny ČR. Cílem ochrany je zajištění stabilní populace kuňky ohnivé (Bombina bombina) a dalších chráněných druhů obojživelníků – čolka obecného (Triturus vulgaris), ropuchy obecné (Bufo bufo), skokana štíhlého (Rana dalmatina), skokana skřehotavého (Rana ridibunda) a skokana ostronosého (Rana arvalis).

## Flóra
Vodní plocha rybníka je v mělkých částech silně zarostlá jak vegetací úzkolistých rdestů, tak vegetací litorálních a obojživelných druhů; například v rozsáhlých porostech se vyskytuje psárka plavá (Alopecurus aequalis), hojně též halucha vodní (Oenanthe aquatica), žabník jitrocelovitý (Alisma plantago-aquatica), zevar jednoduchý (Sparganium emersum).
Vegetaci úzkolistých rdestů tvoří rdest vláskovitý (Potamogeton trichoides), dále rdest maličký (Potamogeton pusillus) a rdest hřebetnitý (Potamogeton pectinatus). Dále se zde vyskytuje též šejdračka bahenní (Zannichellia palustris).
Břehové porosty tvoří monocenózy rákosu (Phragmites australis). Na jejich okrajích (mezi rákosem a lesními porosty) se vyskytuje několik charakteristických vlhkomilných druhů jako například třtina šedavá (Calamagrostis canescens), ostřice pobřežní (Carex riparia), ostřice měchýřkatá (Carex vesicaria), kosatec žlutý (Iris pseudacorus).
V okolí rybníka rostou starší kultury dubu s hojnou příměsí habru, lísky a lípy srdčité. Bohatý podrost je tvořen běžnými lesními druhy; ptačinec velkokvětý (Stellaria holostea) a sasanka hajní (Anemone nemorosa). Z dalších druhů je možno uvést hrachor černý (Lathyrus niger), svízel lesní (Galium sylvaticum), brčál menší (Vinca minor) a konvalinku vonnou (Convallaria majalis).
Na ploše PP byly v kategoriích ohrožených druhů (C3) a druhů vyžadujících další pozornost (C4) zaznamenány tyto:
Ostřice česká (Carex bohemica) (C4), Ostřice pobřežní (Carex riparia) (C4), Okřehek trojbrázdý (Lemna trisulca) (C4), Rdest vláskovitý (Potamogeton trichoides) (C3), Skřípinec jezerní (Schoenoplectus lacustris) (C4), Žluťucha lesklá (Thalictrum lucidum) (C3).

## Galerie

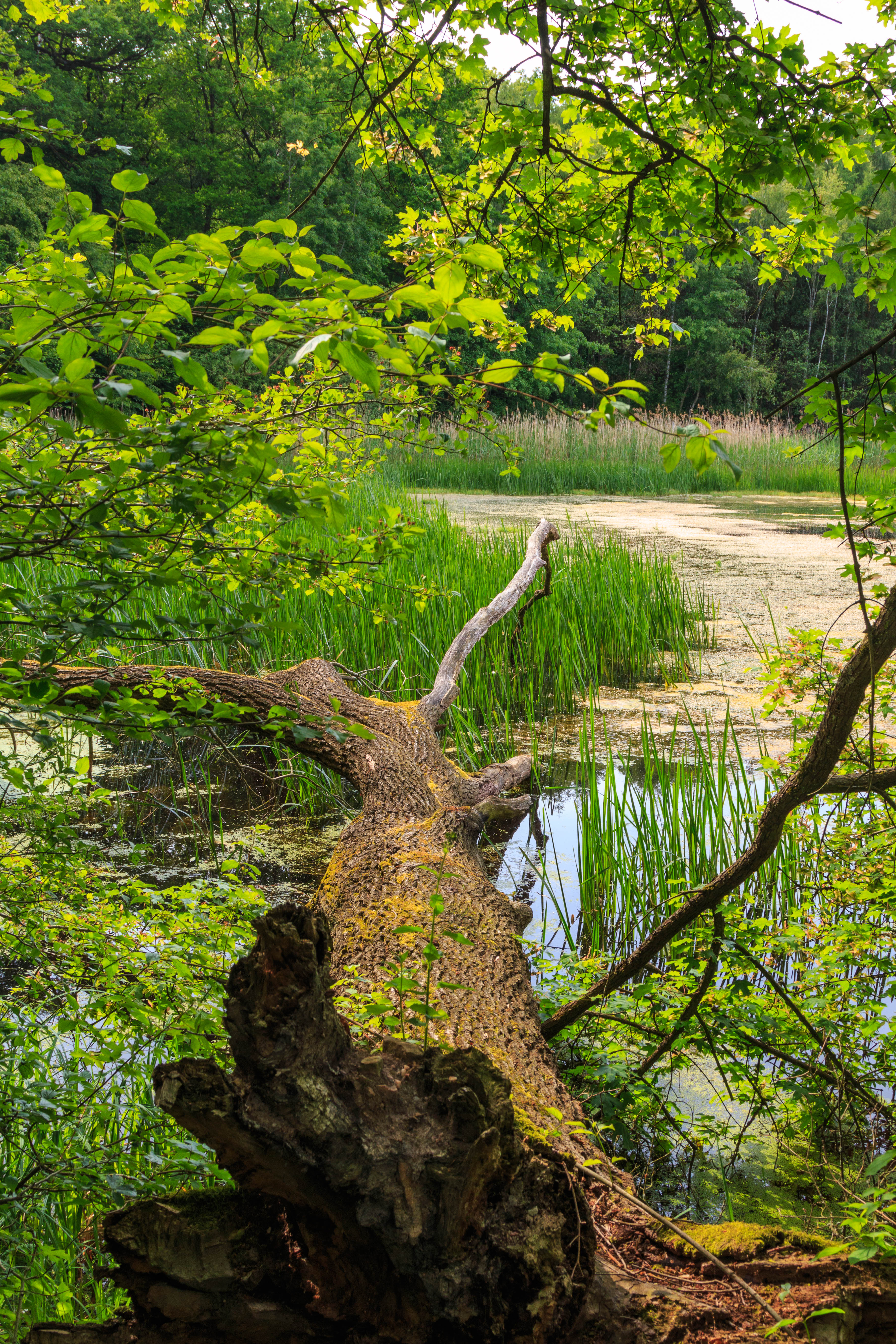
Přírodní památka rybník Strašidlo
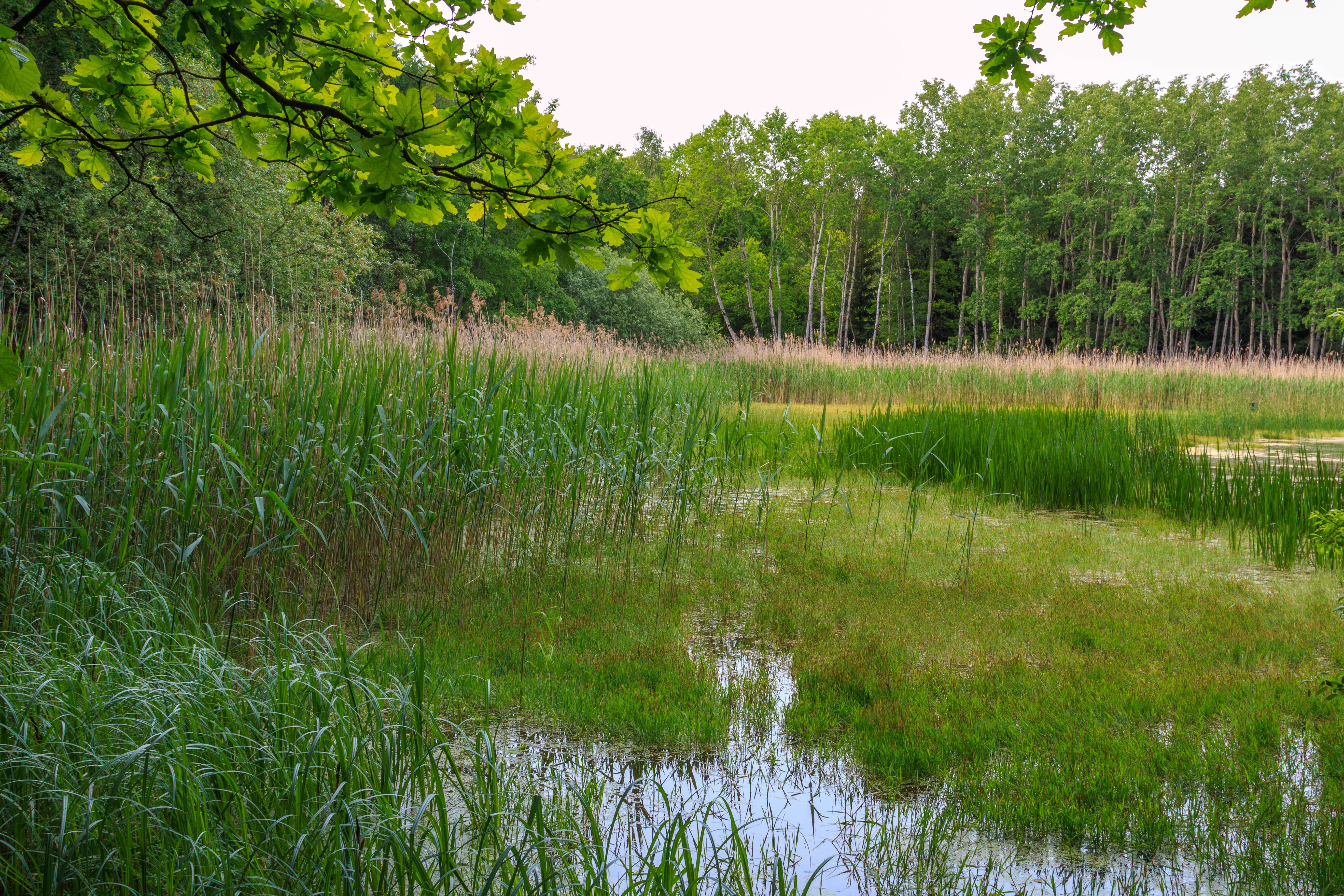
Přírodní památka rybník Strašidlo
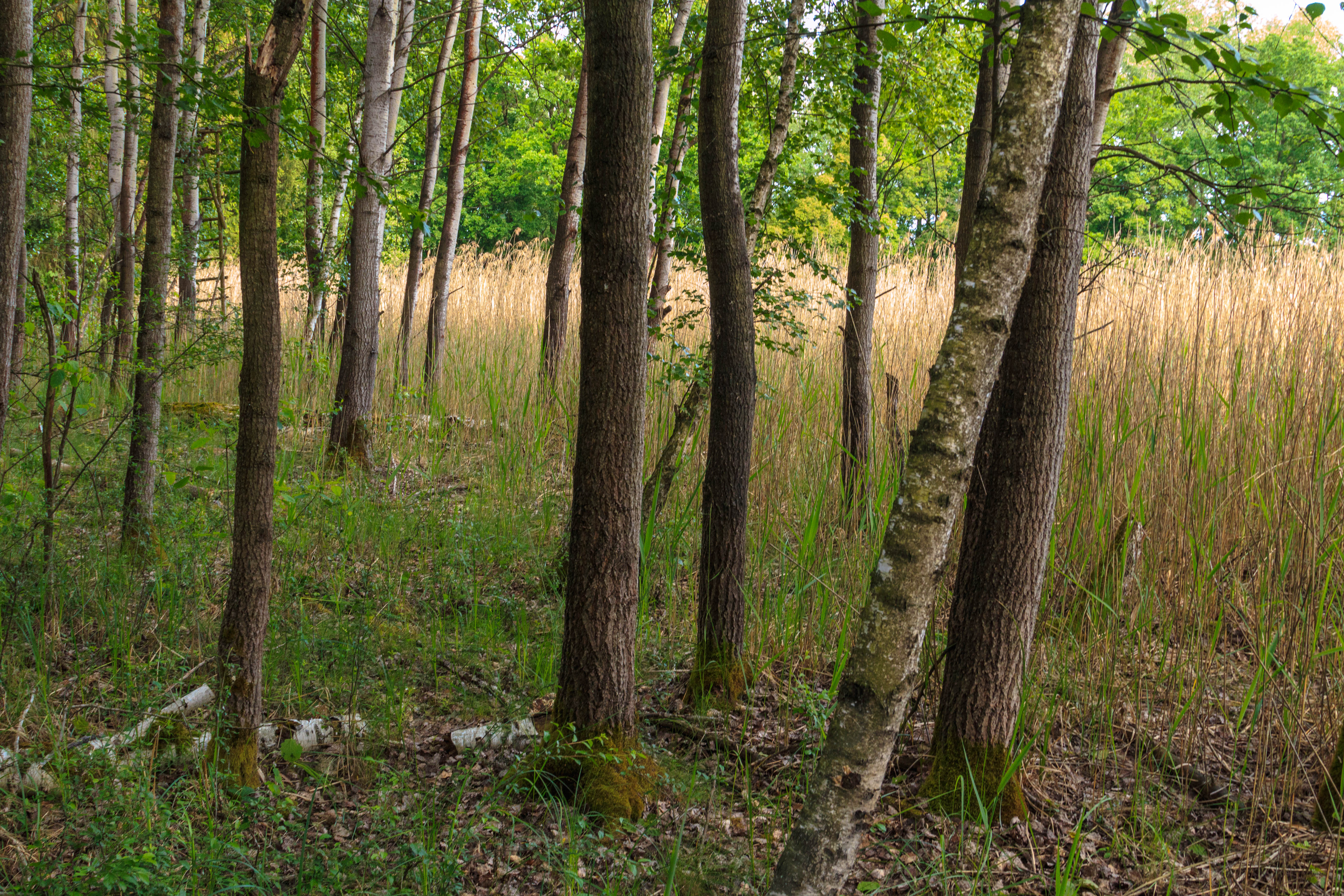
Přírodní památka rybník Strašidlo
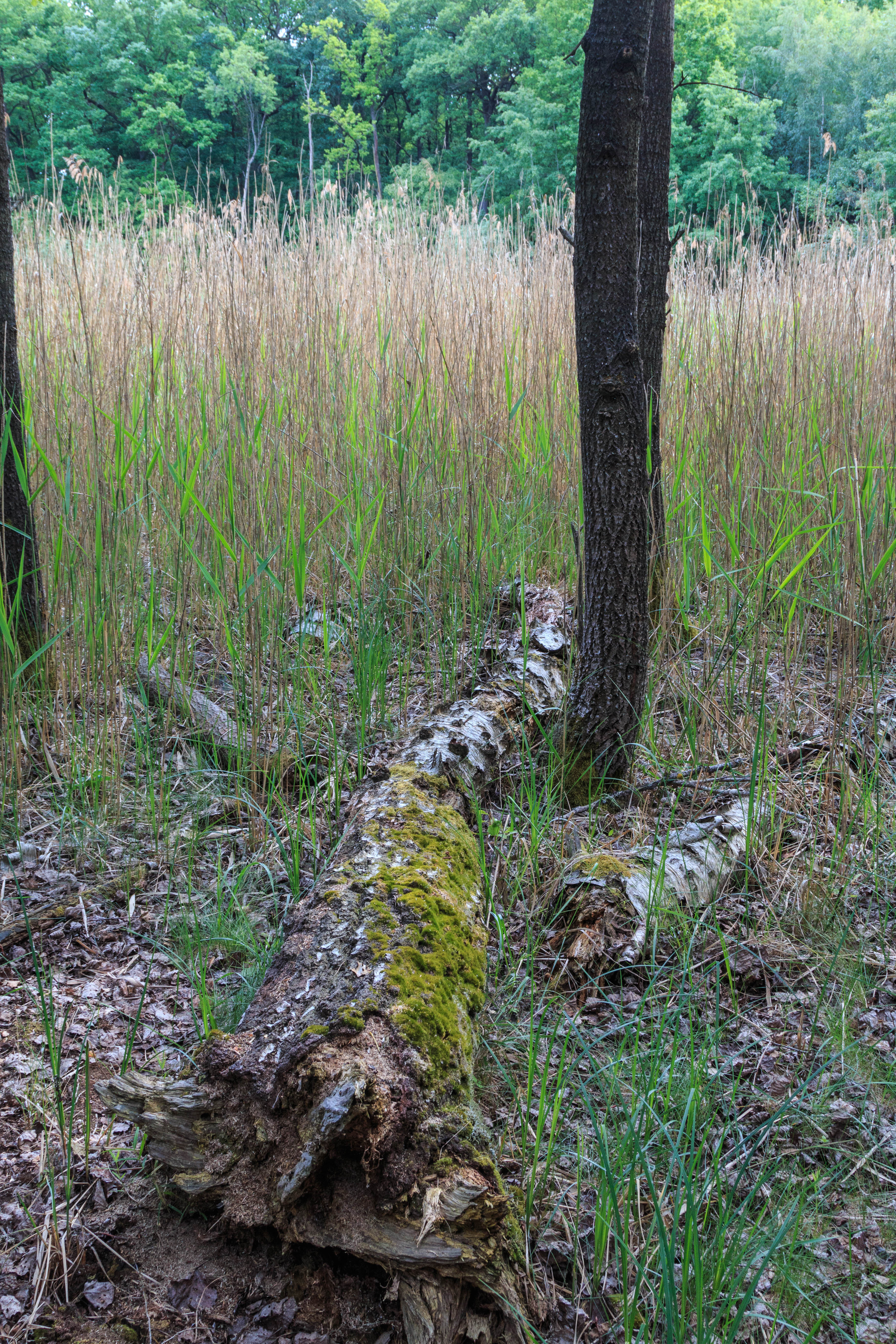
Přírodní památka rybník Strašidlo